# Polystigma orbiculatum
Polystigma orbiculatum är en svampart som först beskrevs av Syd. & P. Syd., och fick sitt nu gällande namn av Arx & E. Müll. 1954. Polystigma orbiculatum ingår i släktet Polystigma och familjen Phyllachoraceae.   Inga underarter finns listade i Catalogue of Life.